# Tour der irischen Rugby-Union-Nationalmannschaft nach Südafrika 1981
| Tour der Iren nach Südafrika 1981 | Tour der Iren nach Südafrika 1981 | Tour der Iren nach Südafrika 1981 | Tour der Iren nach Südafrika 1981 | Tour der Iren nach Südafrika 1981 |
| Übersicht                         | S                                 | G                                 | U                                 | N                                 |
| --------------------------------- | --------------------------------- | --------------------------------- | --------------------------------- | --------------------------------- |
| Test Matches                      | 2                                 | 0                                 | 0                                 | 2                                 |
| Sonstige Spiele                   | 5                                 | 3                                 | 0                                 | 2                                 |
| Gesamt                            | 7                                 | 3                                 | 0                                 | 4                                 |
|                                   |                                   |                                   |                                   |                                   |
| Südafrika                         | 2                                 | 0                                 | 0                                 | 2                                 |

Die Tour der irischen Rugby-Union-Nationalmannschaft nach Südafrika 1981 umfasste eine Reihe von Freundschaftsspielen der irischen Rugby-Union-Nationalmannschaft. Sie reiste im Mai und Juni 1981 durch Südafrika und bestritt während dieser Zeit sieben Spiele. Darunter waren zwei Test Matches gegen die südafrikanische Nationalmannschaft, die beide mit Niederlagen endeten. Hinzu kamen fünf weitere Spiele gegen Auswahlteams, in denen drei Siege und zwei Niederlagen resultierten.

## Ereignisse
1977 hatten die Regierungschefs der Commonwealth-Staaten die Gleneagles-Vereinbarung unterzeichnet, um das Apartheid-Regime Südafrikas auf sportlicher Ebene zu isolieren. Da Irland kein Mitglied des Commonwealth ist, fühlte sich die Irish Rugby Football Union (IRFU) nicht an die Vereinbarung gebunden und plante 1981 eine Südafrika-Tour. Dieses Vorhaben stieß in der Öffentlichkeit auf harsche Kritik. Mehrere Stammspieler erklärten, sie könnten eine Teilnahme nicht mit ihrem Gewissen vereinbaren, andere schoben berufliche Verpflichtungen für ihren Verzicht vor. Parteien, Kirchen, Gewerkschaften, Studentenorganisationen und Sportverbände riefen die IRFU eindringlich dazu auf, die Tour abzusagen, da sie den guten Ruf Irlands besudeln würde. Außenminister Brian Lenihan hielt die Tour nicht für ein sportliches Ereignis, sondern für einen rein politischen Akt. Protest gab es auch seitens des African National Congress und der Vereinten Nationen. Dessen ungeachtet hielt die IRFU an ihrem umstrittenen Vorhaben fest und vertrat den seltsam anmutenden Standpunkt, die Tour sei keine Unterstützung der Apartheid, sondern füge ihr sogar Schaden zu. Um bei der Abreise möglichen Demonstrationen am Dubliner Flughafen aus dem Weg zu gehen, trafen sich die Teammitglieder in England und reisten von dort aus gemeinsam weiter.

## Spielplan
- Hintergrundfarbe grün = Sieg
- Hintergrundfarbe rot = Niederlage

(Test Matches sind grau unterlegt; Ergebnisse aus der Sicht Irlands)
| # | Datum         | Gegner                         | Ort           | Stadion                 | Ergebnis |
| - | ------------- | ------------------------------ | ------------- | ----------------------- | -------- |
| 1 | 15. Mai 1981  | South Africa Gazelles          | Pretoria      | Loftus Versfeld Stadium | 15:18    |
| 2 | 20. Mai 1981  | South African Mining XV        | Potchefstroom | Olën Park               | 46:7     |
| 3 | 23. Mai 1981  | South Africa President’s XV    | Durban        | Kings Park Stadium      | 54:3     |
| 4 | 26. Mai 1981  | South Africa Country Districts | Wellington    | Boland Stadium          | 16:17    |
| 5 | 30. Mai 1981  | Südafrika                      | Kapstadt      | Newlands Stadium        | 15:23    |
| 6 | 02. Juni 1981 | South Africa President’s XV    | Oudtshoorn    | Recreation Ground       | 51:10    |
| 7 | 06. Juni 1981 | Südafrika                      | Durban        | Kings Park Stadium      | 10:12    |

## Test Matches
| 30. Mai 1981 | Südafrika                                                          | 23 : 15         | Irland                                                                    | Newlands Stadium, Kapstadt Zuschauer: 37.000 Schiedsrichter: Francis Palmade (Frankreich) |
| 30. Mai 1981 | Versuche: Gerber (2) Louw Erhöhungen: Botha Straftritte: Botha (3) | (15:15) Bericht | Versuche: McGrath McLennan Erhöhungen: Campbell (2) Straftritte: Campbell | Newlands Stadium, Kapstadt Zuschauer: 37.000 Schiedsrichter: Francis Palmade (Frankreich) |

Aufstellungen:
- Südafrika: Naas Botha, Wynand Claassen , Kevin de Klerk, Danie Gerber, Gerrie Germishuys, Willie Kahts, Edrich Krantz, Martiens le Roux, Rob Louw, Louis Moolman, Gysie Pienaar, Richard Prentis, Divan Serfontein, Theuns Stofberg, Errol Tobias 
 Auswechselspieler: Ockie Oosthuizen
- Irland: Ollie Campbell, John Cantrell, Paul Dean, Willie Duggan, Brendan Foley, Jerry Holland, David Irwin, Terry Kennedy, Robbie McGrath, Freddie McLennan, Gerry McLoughlin, John Murphy, John O’Driscoll, Philip Orr, Fergus Slattery  
 Auswechselspieler: John Hewitt, Kevin O’Brien

| 6. Juni 1981 | Südafrika                               | 12 : 10       | Irland                                   | Kings Park Stadium, Durban Zuschauer: 38.600 Schiedsrichter: Francis Palmade (Frankreich) |
| 6. Juni 1981 | Straftritte: Botha Dropgoals: Botha (3) | (6:7) Bericht | Versuche: O’Brien Straftritte: Quinn (2) | Kings Park Stadium, Durban Zuschauer: 38.600 Schiedsrichter: Francis Palmade (Frankreich) |

Aufstellungen:
- Südafrika: Naas Botha, Wynand Claassen , Kevin de Klerk, Danie Gerber, Gerrie Germishuys, Willie Kahts, Rob Louw, Louis Moolman, Ray Mordt, Ockie Oosthuizen, Gysie Pienaar, Richard Prentis, Divan Serfontein, Theuns Stofberg, Errol Tobias
- Irland: John Cantrell, Paul Dean, Willie Duggan, Brendan Foley, Jerry Holland, David Irwin, Robbie McGrath, Freddie McLennan, Gerry McLoughlin, Terry Kennedy, Kevin O’Brien, John O’Driscoll, Philip Orr, Michael Quinn, Fergus Slattery  
 Auswechselspieler: John Hewitt